# 塚原站
塚原站（日语：／ Tsukahara eki */?）是位於神奈川縣南足柄市塚原，屬於伊豆箱根鐵道的大雄山線車站。車站編號為ID09。

## 歷史
- 1925年（大正14年）10月15日 - 車站啟用。
- 1981年（昭和56年）3月18日 - 塚原平交口由車站北邊遷移至南邊[1][2]。

## 車站構造
此站是設有1面1線單式月台的地面車站。月台位於路軌東邊，並在靠近和田河原一方設有樓梯出入口和小型站房。
此站的站內設有自動售票機、車票發行機和廁所。此站是無人車站，但早上和黃昏通勤時段設有車站職員檢票。此站靠近和田河原一方設有塚原平交道，越過平交道後可前往車站西邊。

## 使用狀況
以下為各年度1日平均乘車人次變化。
| 乘車人次變化       | 乘車人次變化     | 乘車人次變化 |
| 年度               | 1日平均 乘車人次 | 參考資料     |
| ------------------ | ---------------- | ------------ |
| 1998年（平成10年） | 1,509            | [ 4 ]        |
| 1999年（平成11年） | 1,478            | [ 5 ]        |
| 2000年（平成12年） | 1,417            | [ 6 ]        |
| 2001年（平成13年） | 1,363            | [ 6 ]        |
| 2002年（平成14年） | 1,330            | [ 7 ]        |
| 2003年（平成15年） | 1,310            | [ 8 ]        |
| 2004年（平成16年） | 1,277            | [ 9 ]        |
| 2005年（平成17年） | 1,267            | [ 10 ]       |
| 2006年（平成18年） | 1,244            | [ 11 ]       |
| 2007年（平成19年） | 1,221            | [ 12 ]       |
| 2008年（平成20年） | 1,228            | [ 13 ]       |
| 2009年（平成21年） | 1,212            | [ 14 ]       |
| 2010年（平成22年） | 1,226            | [ 15 ]       |
| 2011年（平成23年） | 1,222            | [ 16 ]       |
| 2012年（平成24年） | 1,226            | [ 17 ]       |
| 2013年（平成25年） | 1,205            | [ 18 ]       |
| 2014年（平成26年） | 1,171            | [ 19 ]       |
| 2015年（平成27年） | 1,192            | [ 20 ]       |
| 2016年（平成28年） | 1,202            | [ 21 ]       |
| 2017年（平成29年） | 1,173            | [ 22 ]       |
| 2018年（平成30年） | 1,162            | [ 23 ]       |

## 車站周邊
車站東邊設有縣道74號，西邊設有狩川。車站鄰近跨越狩川的橋樑。在狩川對面岸設有南足柄市立岡本中學、南足柄市立岡本小學、南足柄市政廳岡本分所和南足柄市立圖書館。另外，車站附近設有塚原郵局。
岩原站和塚原站是大雄山線中最短站距的區間之一。當時岩原地區和塚原地區的居民都希望設有各自的車站，因此便於兩地點設站。

## 巴士路線
在縣道74號設有「塚原」巴士站，停靠的巴士路線如下：
箱根登山巴士
- 關本（經富士菲林） ※ 只於平日服務
- 小田原站東出口（經飯田岡） ※ 只於平日服務
- 狩川橋、小田原站東出口（經富水站入口） ※ 平日2班
- 綠山 ※ 平日2班

## 相鄰車站
伊豆箱根鐵道
■大雄山線
岩原（ID08）－塚原（ID09）－和田河原（ID10）

## 注腳
1. ↑  森川孝郎. . 東洋經濟Online. 東洋經濟新報社. 2018-07-01  [2018-07-01]. （原始内容存档于2021-02-14） （日语）. 18m車導入に備え、その3年前のまったく同じ日である1981年3月18日に、車両とホームの接触を防ぐため、塚原駅をカーブ手前の現在位置に移動
2. ↑  在國土地理院 地圖、航空相片參閲服務中相對過往的航空相片，1977年和1983年的月台位置相異。
3. ↑  南足柄市統計書（日語）
4. ↑  神奈川縣縣勢要覧（平成12年度）227頁（日語）
5. ↑  神奈川縣縣勢要覧（平成13年度）229頁PDF（日語）
6. 1 2  神奈川縣縣勢要覧（平成14年度）227頁PDF（日語）
7. ↑  神奈川縣縣勢要覧（平成15年度）PDF（日語）
8. ↑  神奈川縣縣勢要覧（平成16年度）229頁PDF（日語）
9. ↑  神奈川縣縣勢要覧（平成17年度）PDF（日語）
10. ↑  神奈川縣縣勢要覧（平成18年度）231頁PDF（日語）
11. ↑  神奈川縣縣勢要覧（平成19年度）PDF（日語）
12. ↑  神奈川縣縣勢要覧（平成20年度）245頁PDF（日語）
13. ↑  神奈川縣縣勢要覧（平成21年度）PDF（日語）
14. ↑  神奈川縣縣勢要覧（平成22年度）PDF（日語）
15. ↑  神奈川縣縣勢要覧（平成23年度）PDF（日語）
16. ↑  神奈川縣縣勢要覧（平成24年度）PDF（日語）
17. ↑  神奈川縣縣勢要覧（平成25年度）PDF（日語）
18. ↑  神奈川縣縣勢要覧（平成26年度）PDF（日語）
19. ↑  神奈川縣縣勢要覧（平成27年度）PDF（日語）
20. ↑  神奈川縣縣勢要覧（平成28年度）PDF（日語）
21. ↑  神奈川縣縣勢要覧（平成29年度）PDF（日語）
22. ↑  神奈川縣縣勢要覧（平成30年度）PDF（日語）
23. ↑  神奈川縣縣勢要覧（令和元年度）PDF（日語）
24. ↑  《日本の私鉄 1》（山和溪谷社（日语：山と溪谷社），吉川文夫（日语：吉川文夫））

## 外部連結
- 伊豆箱根鐵道　塚原站 （页面存档备份，存于）（日語）